# NN-19
La carretera NN‑19 es una vía carretera vecinal del departamento de Río San Juan, Nicaragua. Tiene una longitud de aproximadamente 11,53 km, conecta la localidad de San Diego con el límite municipal Jalapa–El Jícaro, y transita cerca de las comunidades de Buenos Aires y La Podrida. La ruta fue inaugurada en 2024.

## Trazado y cruces
Esta tabla presenta el recorrido estimado de la NN‑19, con las localidades atravesadas y conexiones:
| km    | Localidad / Punto                 | Departamento | Conexión / Ruta   |
| ----- | --------------------------------- | ------------ | ----------------- |
| 0,00  | San Diego                         | Río San Juan | Inicio de la ruta |
| 11,53 | Límite municipal Jalapa–El Jícaro | Río San Juan | Fin de la ruta    |